# Voleibol nos Jogos Pan-Americanos de 1995
Os torneios de voleibol nos Jogos Pan-Americanos de 1995 foram realizados entre 12 e 18 de março de 1995 em Mar del Plata, Argentina. Foi a décima primeira edição do esporte no evento, que foi disputado para ambos os sexos.

## Países participantes
Um total de oito delegações enviaram equipes para as competições de voleibol. Cinco delas participaram de ambas as competições.
| - ARG Argentina - BRA Brasil - CAN Canadá - CUB Cuba | - PER Peru - PUR Porto Rico - USA Estados Unidos - VEN Venezuela |

## Medalhistas
| Evento             | Ouro      | Prata          | Bronze |
| ------------------ | --------- | -------------- | ------ |
| Masculino detalhes | Argentina | Estados Unidos | Cuba   |
| Feminino detalhes  | Cuba      | Estados Unidos | Canadá |

## Quadro de medalhas
| Ordem | País               | Medalha de ouro | Medalha de prata | Medalha de bronze |   |
| ----- | ------------------ | --------------- | ---------------- | ----------------- | - |
| 1     | CUB Cuba           | 1               |                  | 1                 | 2 |
| 2     | ARG Argentina      | 1               |                  |                   | 1 |
| 3     | USA Estados Unidos |                 | 2                |                   | 2 |
| 4     | CAN Canadá         |                 |                  | 1                 | 1 |
| TOTAL | TOTAL              | 2               | 2                | 2                 | 6 |